# Hadson Nery
Hadson da Silva Nery – noto solo come Hadballa – (Belém, 4 agosto 1981) è un ex calciatore brasiliano, di ruolo centrocampista.

## Carriera
Nato a Belém do Pará, Hadson ha iniziato la sua carriera professionale con il Remo nel 2000, dove ha giocato come terzino sinistro fino al Paraná. Hadson ha iniziato un periodo di due anni con il Tavriya Simferopol e União Leiria. Ha ripreso a giocare in Brasile con il Paysandu e prima di approdare al Brasil de Pelotas nel 2010.
Dopo essersi ritirato dal calcio giocato, Hadson è diventato dirigente del club locale Bragantino do Pará nel 2014. nel 2020 ha partecipato al reality show Big Brother Brasil 20, risultando il terzo sfrattato del programma, ma ha preferito partecipare a Power Couple Brasil 6, nel 2022.

## Palmarès

### Competizioni statali
- Campionato Uruguaiano: 1

Nacional: 2011